# Trigonura elegans
Trigonura elegans är en stekelart som först beskrevs av Léon Abel Provancher 1887.  Trigonura elegans ingår i släktet Trigonura och familjen bredlårsteklar. Inga underarter finns listade i Catalogue of Life.